# Cyperus poeppigii
Cyperus poeppigii är en halvgräsart som beskrevs av Carl Sigismund Kunth. Cyperus poeppigii ingår i släktet papyrusar, och familjen halvgräs. Inga underarter finns listade i Catalogue of Life.